# Taito (genre)
Pour les articles homonymes, voir Taito.
Genre
Taito est un genre d'opilions laniatores de la famille des Cosmetidae.

## Distribution
Les espèces de ce genre se rencontrent dans le Nord de l'Amérique du Sud.

## Liste des espèces
Selon World Catalogue of Opiliones (06/08/2021) :
- Taito adrik Friedrich & Lehmann, 2020
- Taito curupira Pinzón-Morales, Damron & Pinto-da-Rocha, 2021
- Taito galaga Kury & Barros, 2014
- Taito honda Kury & Barros, 2014
- Taito insperatus (Soares, 1970)
- Taito juruensis (Mello-Leitão, 1923)
- Taito kakera Kury & Barros, 2014
- Taito kawaiikei Kury & Barros, 2014
- Taito litteratus (Soares, 1970)
- Taito mayoruna Pinzón-Morales, Damron & Pinto-da-Rocha, 2021
- Taito medinae Kury & Barros, 2014
- Taito oblongatus (Roewer, 1928)
- Taito osmari Kury & Barros, 2014
- Taito rorschachi Kury & Barros, 2014
- Taito serriperna (Mello-Leitão, 1932)
- Taito spaceinvaders Kury & Barros, 2014
- Taito unapunctatus (Goodnight & Goodnight, 1943)

## Publication originale
- Kury & Barros, 2014 : « A new genus and eight new species of Amazonian cosmetines (Opiliones, Laniatores, Cosmetidae). » Zoological Studies, vol. 53, p. 1–46 (texte intégral).